# Megachile palmeri
Megachile palmeri är en biart som beskrevs av Cresson 1878. Megachile palmeri ingår i släktet tapetserarbin, och familjen buksamlarbin. Inga underarter finns listade i Catalogue of Life.